# Булль, Эдвард Хагеруп
Эдвард Хагеруп Булль (норв. Edvard Hagerup Bull ; 23 января 1855, Берген, Хордаланд — 25 марта 1938, Берум, Акерсхус, Норвегия) — норвежский политический и государственный деятель, юрист, судья, кандидат юридических наук (1876), поэт, либреттист
.

## Биография
Сын полковника. Внук композитора Уле Булля и живописца Кнуда Булля, двоюродный брат композитора Эдварда Грига.
До 1872 г. учился в Соборной школе Бергена. В 1876 году стал кандидатом юридических наук. С 1882 года работал начальником бюро Министерства финансов.
В 1886—1887 годах изучал государственное право и финансы в Берлине.
В 1889 году исполнял обязанности министра в министерстве финансов. В 1893 году назначен судьёй (асессором) Верховного суда Норвегии и занимал эту должность с перерывами, пока не ушёл в отставку в 1918 году.
Член Консервативной партии Норвегии.
В 1903 году был избран в парламент страны — стортинг от Консервативной партии, был председателем бюджетного комитета парламента.
В 1905 году занял пост министра юстиции в правительстве премьера Кристиана Микельсена, затем с ноября 1905 года работал министром финансов в том же правительстве.
В 1909 году был переизбран в стортинг. В 1912 году стал парламентским лидером Консервативной партии Норвегии. В 1918 году сложил с себя полномочия судьи Верховного суда. Через два года снова стал министром финансов (1920—1921).
Также занимал важные должности в качестве члена правления или председателя нескольких банков, государственного аудитора в страховой компании Glitne, первого председателя Норвежской ассоциации Norden (1919—1926). Автор ряда статей на юридические и экономические темы.
В 1896 году написал стихотворное либретто оперы Катаринуса Эллинга «Казаки» по повести «Тарас Бульба» Гоголя.
Почётный доктор Копенгагенского университета (1929).